# Ноттовей
Ноттовей (Cheroenhaka, Nottoway) — мёртвый ирокезский язык, на котором раньше говорил народ ноттовей, проживающий в округе Саутгемптон штата Вирджиния в США. У языка также была разновидность ноттовей-мехеррин. Последний носитель умер в 1858 году. В настоящее время этническая группа говорит на английском языке.